# Eleições estaduais em Minas Gerais em 1945
As eleições estaduais em Minas Gerais em 1945 ocorreram à 2 de dezembro sob as regras fixadas no decreto-lei nº 7.586 e numa resolução do Tribunal Superior Eleitoral editada em 8 de setembro como parte das eleições gerais no Distrito Federal, 20 estados e no território federal do Acre. Foram escolhidos dois senadores e trinta e cinco deputados federais enviados à Assembleia Nacional Constituinte para elaborar a Constituição de 1946 e assim restaurar o regime democrático após o Estado Novo.
Eleito senador com a maior votação nominal do país, Levindo Coelho nasceu em Catas Altas da Noruega e foi professor de inglês em Ouro Preto antes tornar-se funcionário dos Correios. Graduado em Química pela Universidade Federal de Ouro Preto e em Medicina pela Universidade Federal do Rio de Janeiro, fixou residência em Ubá como fazendeiro, além de jornalista. Atendendo a um convite do governador Raul Soares de Moura, ingressou à legenda do Partido Republicano Mineiro sendo eleito vereador em Ubá e deputado federal, dentre outros mandatos. Leal à Revolução de 1930, foi secretário de Educação e prefeito interino de Belo Horizonte por opção do governador Olegário Maciel. Eleito deputado federal, participou da elaboração da Constituição 1934 e, mesmo reeleito, teve o mandato extinto pelo Estado Novo. Seu último cargo público antes de eleger-se senador pelo PSD foi a prefeitura de Ubá no governo de Benedito Valadares.
Mineiro de Sabará, o advogado Fernando de Melo Viana foi premiado com a vaga remanescente de senador. Formado na Universidade Federal de Minas Gerais, viveu em Mar de Espanha, onde foi eleito vereador em 1901. Eleito deputado estadual em 1903, renunciou por razões de saúde e foi advogar em Sete Lagoas; depois atuou como promotor de justiça em Carangola, Conceição do Mato Dentro, Mar de Espanha, Pará de Minas e Uberaba. Pelas mãos do governador Artur Bernardes tornou-se advogado-geral do estado de Minas Gerais e secretário do Interior de Raul Soares de Moura. Eleito governador de Minas Gerais em 1924 devido à morte deste último, chegou a vice-presidente da República na chapa de Washington Luís em 1926. Expoente do Partido Republicano Mineiro até sair da legenda, viveu dois anos fora do Brasil por causa da Revolução de 1930 e ao voltar fixou-se na cidade do Rio de Janeiro. Filiado ao PSD, elegeu-se senador e a seguir presidiu a Assembleia Nacional Constituinte que promulgou a Constituição de 1946.

## Resultado da eleição para senador
Com informações oriundas do Tribunal Superior Eleitoral com informações complementares do Senado Federal.
| Candidatos a senador da República | Primeiro suplente de senador | Número | Coligação           | Votação | Percentual |
| --------------------------------- | ---------------------------- | ------ | ------------------- | ------- | ---------- |
| Levindo Coelho PSD                | Edison Silva PSD             | -      | PSD (sem coligação) | 469.078 | 27,41%     |
| Melo Viana PSD                    | Nestor Massena PSD           | -      | PSD (sem coligação) | 461.918 | 27,00%     |
| Artur Bernardes UDN               | Não havia UDN                | -      | UDN (sem coligação) | 366.187 | 21,40%     |
| Pedro Aleixo UDN                  | Não havia UDN                | -      | UDN (sem coligação) | 364.895 | 21,33%     |
| Luís Carlos Prestes PCB           | Não havia -                  | -      | PCB (sem coligação) | 24.767  | 1,45%      |
| Armando Hiller PCB                | Não havia -                  | -      | PCB (sem coligação) | 24.206  | 1,41%      |

## Resultado da eleição para suplente de senador
Segundo o Tribunal Superior Eleitoral houve 392.240 votos nominais.
| Primeiro suplente de senador    | Candidatos a senador da República | Número | Coligação           | Votação | Percentual |
| ------------------------------- | --------------------------------- | ------ | ------------------- | ------- | ---------- |
| Nestor Massena PSD              | Ver acima -                       | -      | PSD (sem coligação) | 181.106 | 46,17%     |
| Edison Silva PSD                | Ver acima -                       | -      | PSD (sem coligação) | 165.953 | 42,31%     |
| Francisco Zagari PSD            | Ver acima -                       | -      | PSD (sem coligação) | 16.581  | 4,23%      |
| Álvaro Braga de Araújo PSD      | Ver acima -                       | -      | PSD (sem coligação) | 16.044  | 4,09%      |
| Sinfrônio Augusto de Castro PSD | Ver acima -                       | -      | PSD (sem coligação) | 10.147  | 2,59%      |
| Jacques Montandon PSD           | Ver acima -                       | -      | PSD (sem coligação) | 2.409   | 0,61%      |

## Deputados federais eleitos
São relacionados os candidatos eleitos com informações complementares da Câmara dos Deputados.

Representação eleita
  PSD: 20
  UDN: 7
  PR: 6
  PTB: 2

Fonteː
| Deputados federais eleitos | Partido | Votação | Percentual | Cidade onde nasceu       | Unidade federativa |
| Benedito Valadares         | PSD     | 41.663  |            | Pará de Minas            | Minas Gerais       |
| Martins Soares             | PSD     | 26.596  |            | Ponte Nova               | Minas Gerais       |
| Juscelino Kubitschek       | PSD     | 26.293  |            | Diamantina               | Minas Gerais       |
| Carlos Luz                 | PSD     | 24.895  |            | Três Corações            | Minas Gerais       |
| Rodrigues Seabra           | PSD     | 22.764  |            | Niterói                  | Rio de Janeiro     |
| Pedro Dutra                | PSD     | 19.705  |            | Cataguases               | Minas Gerais       |
| Bias Fortes                | PSD     | 18.897  |            | Barbacena                | Minas Gerais       |
| Duque de Mesquita          | PSD     | 18.807  |            | Três Pontas              | Minas Gerais       |
| Israel Pinheiro            | PSD     | 17.731  |            | Caeté                    | Minas Gerais       |
| Monteiro de Castro         | UDN     | 16.612  |            | Sabará                   | Minas Gerais       |
| João Henrique              | PSD     | 15.875  |            | Fortaleza                | Ceará              |
| Cristiano Machado          | PSD     | 15.242  |            | Sabará                   | Minas Gerais       |
| Jaci Figueiredo            | PR      | 14.215  |            | Três Pontas              | Minas Gerais       |
| José Bonifácio             | UDN     | 14.118  |            | Barbacena                | Minas Gerais       |
| Magalhães Pinto            | UDN     | 14.001  |            | Santo Antônio do Monte   | Minas Gerais       |
| Wellington Brandão         | PSD     | 13.264  |            | Visconde do Rio Branco   | Minas Gerais       |
| Joaquim Libânio            | PSD     | 13.164  |            | Guaxupé                  | Minas Gerais       |
| Daniel de Carvalho         | PR      | 13.049  |            | Itabira                  | Minas Gerais       |
| José Maria Alkmin          | PSD     | 12.594  |            | Bocaiuva                 | Minas Gerais       |
| Augusto Viegas             | PSD     | 12.320  |            | Bom Sucesso              | Minas Gerais       |
| Artur Bernardes Filho      | PR      | 12.263  |            | Viçosa                   | Minas Gerais       |
| Gustavo Capanema           | PSD     | 12.131  |            | Bocaiuva                 | Minas Gerais       |
| Gabriel Passos             | UDN     | 11.735  |            | Itapecerica              | Minas Gerais       |
| Rodrigues Pereira          | PSD     | 11.654  |            | Carandaí                 | Minas Gerais       |
| Noraldino Lima             | PSD     | 11.350  |            | São Sebastião do Paraíso | Minas Gerais       |
| Milton Campos              | UDN     | 11.331  |            | Ponte Nova               | Minas Gerais       |
| Celso Machado              | PSD     | 10.821  |            | Araxá                    | Minas Gerais       |
| Olinto Fonseca             | PSD     | 10.748  |            | Formiga                  | Minas Gerais       |
| Mário Brant                | PR      | 10.148  |            | Diamantina               | Minas Gerais       |
| Filipe Balbi               | PR      | 10.145  |            | Guidoval                 | Minas Gerais       |
| Lopes Cançado              | UDN     | 9.593   |            | Pitangui                 | Minas Gerais       |
| Artur Bernardes            | PR      | 8.548   |            | Viçosa                   | Minas Gerais       |
| Licurgo Leite              | UDN     | 8.444   |            | Muzambinho               | Minas Gerais       |
| Lery Santos                | PTB     | 6.457   |            | Rio Novo                 | Minas Gerais       |
| Ezequiel Mendes            | PTB     | 4.415   |            | Rio de Janeiro           | Rio de Janeiro     |